# Night Shift at the Thrill Factory
Night Shift at the Thrill Factory es el segundo álbum de estudio de la banda de punk rock estadounidense The Mr. T Experience, publicado en 1986 por Rough Trade Records. Lookout! Records relanzó el álbum en 1996 con varios bonus tracks.
El álbum continuó el estilo pop punk de la banda, con algunos elementos más intelectuales que comienzan a aparecer. Canciones como «Velveeta» y «The History of the Concept of the Soul» se convirtieron en estándares en set en vivo de la banda durante varios años después, este último siendo esencialmente para la tesis universitaria del líder de la banda Dr. Frank compuesta en una canción de 80 segundos. La canción «Now We Are Twenty-One» fue incluida en una escena de la película de 1996 Glory Daze protagonizada por Ben Affleck, en el cual los personajes principales interpretaban un cover de la canción como la banda de la casa en su fiesta. La banda sonora de la película también incluye dos de las canciones de mediados de la década de 1990 de la banda, «I Just Wanna Do it With You» y «Even Hitler Had a Girlfriend».
La canción «I Ain't Gonna Be History», incluida en la reedición del álbum publicado en 1996, es un decarte de las sesiones de grabaciones del álbum original. Las otras canciones extras pertenecen a un casete demo de ocho canciones grabado por Greg Freeman en el Lowdown Studios en julio de 1988. La canción «Boredom Zone» originalmente apareció en la compilación The Thing That Ate Floyd.

## Lista de canciones
1. Now We Are Twenty-One
2. Don't Know What I'll Do if You Don't
3. Predictable
4. A Mind is a Terrible Thing
5. Skatin' Cows
6. Go Away
7. What is Punk?
8. The History of the Concept of the Soul
9. Say Goodnight
10. Velveeta
11. She Did Me In
12. Wearing Out
13. No Milk Today
14. Slagbag
15. A Zillion Years
16. Itching Powder in Sleeping Bags
17. Dick with Ears

Pistas adicionales
1. I Ain't Gonna Be History
2. Kenny Smokes Cloves
3. Time for Your Medicine
4. Boredom Zone
5. Gilman Street

- Datos: Q7033456